# Andrea Santarelli
Pour les articles homonymes, voir Santarelli.
Andrea Santarelli, né le 3 juin 1993 à Foligno, est un escrimeur italien, utilisant principalement l'épée.

## Biographie
Champion d'Italie des moins de 14 ans en 2007, puis des moins de 17 ans en 2009, il obtient la médaille de bronze en 2012, en seniors, avant de devenir champion d'Italie par équipes en 2014 et en 2015. Il termine la saison 2015 comme premier classé du ranking italien.
En 2011, il est champion du monde des moins de 20 ans par équipes avant de remporter le bronze en 2012.
En 2015, il termine également 4e à Moscou dans la compétition par équipes et 6e en individuel, après avoir remporté le bronze lors des Jeux européens de 2015 à Bakou. Il fait partie de l'équipe vice-championne d'Europe 2016 à Toruń.
En 2016, il remporte la médaille d’argent par équipes lors des Jeux olympiques à Rio.
Il remporte la médaille de bronze en épée par équipes aux Jeux européens de 2023 à Cracovie, qui font office de Championnats d'Europe pour les épreuves par équipes.

## Palmarès
- Jeux olympiques
  -  Médaille d'argent par équipes aux Jeux olympiques de 2016 à Rio de Janeiro[2]

- Championnats du monde
  -  Médaille d'argent par équipes aux championnats du monde de 2022 au Caire[4]
  -  Médaille de bronze en individuel aux championnats du monde de 2019 à Budapest

- Championnats d'Europe
  -  Médaille d'or par équipes aux championnats d'Europe 2022 à Antalya
  -  Médaille d'argent par équipes aux championnats d'Europe 2016 à Toruń[1]
  -  Médaille d'argent en individuel aux championnats d'Europe 2019 à Düsseldorf[2]
  -  Médaille de bronze par équipes aux championnats d'Europe 2018 à Novi Sad[2]
  -  Médaille de bronze par équipes aux Jeux européens 2023 (qui font office de Championnats d'Europe) à Cracovie
  -  Médaille de bronze en individuel aux championnats d'Europe 2025 à Gênes
  -  Médaille de bronze par équipes aux championnats d'Europe 2025 à Gênes

- Jeux européens
  -  Médaille de bronze par équipes aux Jeux européens de 2015 à Bakou
  -  Médaille de bronze par équipes aux Jeux européens de 2023 à Cracovie